# بال كوفاتش
بال كوفاتش (Pál Kovács) هو لاعب أولمبي لرياضة مبارزة سيف الشيش من المجر. شارك في الأولمبياد الصيفي في 1936–1960، وفاز بما مجموعه 7 ميداليات.

## الميداليات
| ذهب | فضة | برونز | المجموع |
| 6   | 0   | 1     | 7       |

## روابط خارجية
- بال كوفاتش على موقع أوليمبيديا (الإنجليزية)
- بال كوفاتش على موقع اللجنة الأولمبية المجرية (الهنغارية)